# Henry Chettle
Henry Chettle (Londen, ca. 1560 - ca. 1607) was een Engels (toneel)schrijver die actief was ten tijde van  Elizabeth I.
Henry Chettle was een zoon van de Londense verver Robert Chettle en ging in 1577 in de leer bij een drukker. In 1591 werd hij mede-eigenaar van een drukkerij/uitgeverij. Na het overlijden van de schrijver Robert Greene bereidde hij diens werk A Groatsworth of Wit voor voor publicatie. Dit werk geniet nog altijd bekendheid, omdat het de eerste vermelding bevat, en niet bepaald een positieve, van William Shakespeare.
Het bedrijf van Chettle werd overigens geen succes en hij zette zich aan het schrijven. Zijn eerste werk was een pamflet, destijds een veelgebruikt medium, getiteld Kind Harts Dreame (1593). Hierin betuigt hij in het voorwoord spijt over het feit dat hij de kritiek op Shakespeare had uitgegeven, althans zonder daar passend commentaar bij te geven.
In 1597 verscheen de schelmenromance Piers Plainnes Seaven Yeres Prentiship. Vervolgens richtte hij zich op het schrijven voor het toneel, voornamelijk voor theatermanager en impresario Philip Henslowe en diens theater The Rose in de Londense theaterwijk Bankside.
Chettle schreef eigenhandig 13 stukken en werkte, zoals destijds veel voorkwam, met andere schrijvers samen aan nog zo'n 35 stukken. Zijn arbeid kende echter weinig succes, hij bracht zelfs enige tijd in de gevangenis door vanwege schulden. Zijn huidige bekendheid dankt hij voornamelijk aan de twee bovengenoemde werken. Werk van Chettle dat bewaard is gebleven omvat de volgende stukken:
- The Downfall of Robert, Earle of Huntington (1601, met Anthony Munday)
- The Death of Robert, Earle of Huntington (idem)
- The Pleasant Comodie of Patient Grissil (1603)
- The Tragedy of Hoffman or a Revenge for a Father (uitgegeven in 1631)
- The Blind Beggar of Bednal-Green (1659).

## Verder werk (selectie)
- The Valiant Welchman met Michael Drayton, gepubliceerd in 1615.
- Earl Goodwin and his Three Sons, Part I, met Michael Drayton, Thomas Dekker en Robert Wilson
- Earl Goodwin, Part II, (idem)
- Piers of Exton, (idem)
- Hot Anger Soon Cold met Henry Porter en Ben Jonson
- Catiline's Conspiracy, met Robert Wilson
- Patient Grissel, met Thomas Dekker en William Haughton

- Bibsys: 90396621
- Bibliothèque nationale de France: cb122178226 (data)
- Gemeinsame Normdatei: 118675753
- International Standard Name Identifier: 0000 0001 1677 8958
- Library of Congress Control Number: n50037148
- Nationale Bibliotheek van Israël: 987007272206805171
- Nederlandse Thesaurus van Auteursnamen: 070600821
- Réseau des bibliothèques de Suisse occidentale: 02-A003100921
- LIBRIS: 319877
- SNAC: w6gx5rgr
- Système universitaire de documentation: 030844029
- Virtual International Authority File: 165385200
- WorldCat: E39PBJcR86wqccfpbQGGMgTrbd